# Szklarka Przygodzicka
Szklarka Przygodzicka (niem. Glasdorf) – wieś w Polsce położona w województwie wielkopolskim, w powiecie ostrzeszowskim, w gminie Ostrzeszów.
W latach 1975–1998 miejscowość administracyjnie należała do województwa kaliskiego.

## Części wsi
| SIMC    | Nazwa        | Rodzaj    |
| ------- | ------------ | --------- |
| 0206581 | Antoniewo    | część wsi |
| 0206598 | Pustkowie    | część wsi |
| 0206606 | Wysoki Grunt | część wsi |

## Obiekty sakralne
Wioska posiada kaplicę.

## Osoby związane ze wsią
- Krzysztof Wielicki